# Пол Скарон
Пол Скарон (на френски: Paul Scarron) е френски поет и писател.

## Биография
Роден е на 4 юли 1610 г. в Париж като седмо дете в семейството на съветник в Сметната палата. През 1629 г. се замонашва и получава титлата абат, а от 1632 г. е в двора на епископа на Льо Ман. През 1638 г. се разболява, вероятно от анкилозиращ спондилит, в резултат на което до края на живота си остава частично парализиран и със силно деформирано тяло, като често злоупотребява с опиум. През 1640 г. се връща в Париж и става известен в литературните, театралните и придворните среди, най-вече със своите сатирични стихове и бурлески. През 1652 г. се жени за Франсоаз д'Обине, внучка на поета Теодор Агрипа д'Обине и по-късно съпруга на крал Луи XIV.
Умира на 6 октомври 1660 г. в Париж.

## Произведения
- Suite des œuvres burlecques, 1644
- Typhon ou la gigantomachie, 1644
- Jodelet ou le maître valet, 1645
- Les trois Dorotées, 1645
- La relation véritable de tout ce qui s'est passé en l'autre monde, au combat des parques et des poètes, sur la mort de Voitures et autres pièces burlesques, 1649
- L'héritier ridicule, 1650
- Mazarinade, 1651
- L'héritier ridicule, 1650
- Les trois Dorotées, 1651
- Le Virgile travesti, 1652
- L'écolier de Salamanque, 1655
- Le gardien de soi-même, 1655
- La fause apparence, 1659
- Le prince corsaire, 1659
- Le roman comique, 1651 и 1657